# Ophiomyia virginiensis
Ophiomyia virginiensis är en tvåvingeart som beskrevs av Spencer 1986. Ophiomyia virginiensis ingår i släktet Ophiomyia och familjen minerarflugor.
Artens utbredningsområde är Virginia. Inga underarter finns listade i Catalogue of Life.